# والتر دير
والتر دير هو محامي وسياسي أسترالي، ولد في 27 أغسطس 1875 في Carrick-on-Suir ‏ في جمهورية أيرلندا، وتوفي في 1950 في سوبياكو ‏ في أستراليا. نشط حزبياً في حزب العمال الأسترالي ‏. وقد انتخب عضو الجمعية التشريعية لأستراليا الغربية ‏.